# Населённые пункты уезда Четатя Албэ
Населенные пункты уезда (жудеца) Четатя Албэ (Аккерман) по административно-территориальному делению Королевства Румыния с 1918 по 1940 гг.

## Пласа Казач
Пласа Казач (Cazaci) включала следующие населенные пункты:
- Коммуна Казач (Cazaci): центр пласы и коммуны село Казач (Cazaci);
- Коммуна Эйгенгейм (Eighenheim): центр коммуны село Эйгенгейм (Eighenheim), сёла Бабей (Babei) и Пьетроаса (Pietroasa);
- Коммуна Байрамча (Bairamcea): центр коммуны село Байрамча (Bairamcea), а также хутор Шимке (Schimke (Șimche)) (сегодня не существует);
- Коммуна Каир (Cair): центр коммуны село Каир (Cair), а также село Хаджидер (Hagider);
- Коммуна Корнешты (Corneşti): центр коммуны село Корнешты (Corneşti), сёла Челмекчия (Celmeccia) и Александрены (Alexandreni (Neu-Alexandrowka)) (сегодня не существует);
- Коммуна Коркмаз (Крокмаз) (Corcmaz (Crocmaz)): центр коммуны село Коркмаз (Крокмаз) (Corcmaz (Crocmaz));
- Коммуна Гура-Рошие (Gura-Roșie): центр коммуны село Гура-Рошие (Gura-Roșie), сёла Хан Кышла (Han-Câșla) и Рошия (Roșia);
- Коммуна Галле (Алисовка) (Halle (Alisovca)): центр коммуны село Галле (Алисовка) (Halle (Alisovca)) (сегодня не существует), сёла Манаши (Manaşi) и Ромынешты (Романовка) (Românești (Romanovca));
- Коммуна Паланка (Palanca): центр коммуны село Паланка (Palanca);
- Коммуна Плахтеевка (Plahteevca): центр коммуны село Плахтеевка (Plahteevca);
- Коммуна Рэйлянка (Răileanca): центр коммуны село Рэйлянка (Răileanca), а также село Забара (Zabara (Olgental));
- Коммуна Сеймены (Seimeni): центр коммуны село Сеймены (Seimeni), сёла Андреены (Andreeni), Даниельсфельд (Danielsfeld), Новые Сеймены (Seimenii-Noui (Neu-Seimeni)) и Сария (Saria);
- Коммуна Новая Царичанка (Ţăriceanca-Nouă): центр коммуны село Новая Царичанка (Ţăriceanca-Nouă);
- Коммуна Старая Царичанка (Ţăriceanca-Veche): центр коммуны село Старая Царичанка (Ţăriceanca-Veche);
- Коммуна Тудора (Tudora): центр коммуны село Тудора (Tudora);
- Коммуна Успеня (Успенка) (Uspenea (Uspenca)): центр коммуны село Успеня (Успенка) (Uspenea (Uspenca)), сёла Чемчелы (Чемчелул-Маре) (Черчел) (Cemcelul-Mare (Cercel)) и Чемчелул-Мик (Cemcelul-Mic);

## Пласа Тарутино
Пласа Тарутино (Tarutino) включала следующие населенные пункты:
- Коммуна Амара (Тамурка) (Amara (Tamurca)): центр коммуны село Амара (Тамурка) (Amara (Tamurca)) (сегодня не существует), сёла Кашпалат (Caşpalat), Куза-Водэ (Cuza-Vodă), Джигир (Gighir) и Зорены (Zoreni);
- Коммуна Клястиц (Кляшница) (Cleastitz (Cleaşniţa)): центр коммуны село Клястиц (Кляшница) (Cleastitz (Klöstitz)(Cleaşniţa)), сёла Апродул Пуриче (Aprodul Purice), Когэльничану (Cogălniceanu), Люксембург (Гофмансфельд) (Luxemburg (Hoffmannsfeld)) и Василе Строеску (Vasile-Stroescu);
- Коммуна Гнаденфельд (Gnadenfeld): центр коммуны село Гнаденфельд (Gnadenfeld), а также село Кантемир II (Корнталь II) (Cantemir II (Korntal II)) (сегодня не существует);
- Коммуна Нэдеждя (Эйгенфельд) (Nădejdea (Eigenfeld)): центр коммуны село Нэдеждя (Эйгенфельд) (Nădejdea (Eigenfeld)), сёла Кантемир II (Корнталь II) (Cantemir I (Korntal I)) (сегодня не существует) и Молдовень (Moldoveni);
- Коммуна Бородино (Borodino): центр коммуны село Бородино (Borodino);
- Коммуна Березина (Berezina): центр коммуны село Березина (Berezina);
- Коммуна Кацбах (Catzbach (Katzbach)): центр коммуны село Кацбах (Catzbach (Katzbach));
- Коммуна Чулень (Чумлекиой) (Ciuleni (Ciumlechioi)): центр коммуны село Чулень (Чумлекиой) (Ciuleni (Ciumlechioi));
- Коммуна Красна (Crasna (Krasna)): центр коммуны село Красна (Crasna (Krasna));
- Коммуна Кульмя (Кульм) (Сulmea (Kulm)): центр коммуны село Кульмя (Кульм) (Сulmea (Kulm));
- Коммуна Купораны (Cuporani): центр коммуны село Купораны (Cuporani);
- Коммуна Дюльмены (Diulmeni): центр коммуны село Дюльмены (Diulmeni);
- Коммуна Исерлия (Iserlia): центр коммуны село Исерлия (Iserlia);